# Flaga stanowa Kolorado
Kolory symbolizują niebo (niebieski), złoto (żółty), ośnieżone góry (biały), i ziemię (czerwony). Inicjał "C" to pierwsza litera nazwy stanu. Przyjęta w 1911 roku, oficjalnie zatwierdzona 31  marca 1964. Proporcje 2:3